# John Ward (oficer RAF)
John Ward (ur. 15 grudnia 1921 w Birmingham, zm. 29 sierpnia 1995 w Londynie) – porucznik, brytyjski pilot RAF-u, oficer Armii Krajowej, uczestnik powstania warszawskiego.

## Życiorys
W dniach 10 maja 1940 – 20 kwietnia 1941 jeniec wojenny, przebywał głównie w Lesznie. Zbiegł z niemieckiej niewoli. Do wywiadu ZWZ trafił za pośrednictwem księdza z Sieradza, do którego trafił po kilku dniach. W maju tego samego roku trafił do Warszawy, gdzie pracował przy tłumaczeniach audycji radiowych oraz wydawał własny anglojęzyczny biuletyn.
Podczas powstania warszawskiego w dniach od 7 sierpnia do 29 września nadał do Londynu ponad 100 relacji i depesz o sytuacji w walczącej Warszawie. Przesyłał informacje w języku angielskim, przy użyciu alfabetu Morse’a, korzystając z radiostacji Stefana i Zofii Korbońskich, ulokowanej w okolicach ulicy Kruczej. Około 11 sierpnia skontaktował się z Janem Nowakiem-Jeziorańskim, z którym od tego czasu współpracowali, wymieniając informacje. Działalność Warda była jednym z dwóch głównych prób, obok powstańczej radiostacji „Błyskawica”, poinformowania zachodniej opinii o sytuacji w powstańczej Warszawie. Depesze Warda były wykorzystywane przez radio i prasę brytyjską, docierały również do dowództwa i najwyższych polityków brytyjskich. Z czasem został oficjalnym korespondentem wojennym gazety „The Times”.
Został niegroźnie ranny w walkach na Mokotowie. Za bohaterstwo otrzymał Krzyż Walecznych z rąk generała Tadeusza Bora-Komorowskiego. 4 października zbiegł z Warszawy i dołączył do 7. Dywizji AK w rejonie Kielc. Walczył z Niemcami i Armią Ludową. W 1945 roku przedostał się do Okręgu Warszawskiego, gdzie ujawnił się. W maju tego samego roku został odesłany z Odessy na Maltę, skąd wrócił do Wielkiej Brytanii.
Po wojnie został pracownikiem MI5. Nigdy nie spisał swoich wspomnień z powstania.